# Orange County Choppers
Orange County Choppers, Inc. (kurz OCC) ist ein US-amerikanischer Motorradhersteller, der sich auf Chopper-Sonderanfertigungen spezialisiert hat. International bekannt wurde das Unternehmen durch die Fernsehserie American Chopper.

## Geschichte
Das Unternehmen Orange County Choppers wurde 1999 in Rock Tavern, Orange County, im Bundesstaat New York gegründet (also nicht im gleichnamigen kalifornischen Orange County). Es ging aus dem Stahlbauunternehmen Orange County Ironworks hervor. Bekannt wurde OCC erstmals 1999 auf der Daytona Beach Bike Week, wo sie das True-Blue-Bike präsentierten, einen klassischen Chopper, den Paul Teutul Sr. im Keller seines Hauses angefertigt hatte.
Das Unternehmen wurde im Jahr 2002 vom Magazin American Iron unter die zwölf besten Motorradkonstrukteure der Welt gewählt und mit 19 anderen Motorradherstellern im Buch Haute Motor: The Art of the Chopper verewigt.
Neben den oft zu wohltätigen oder Werbezwecken in Auftrag gegebenen Themenbikes produziert OCC auch Serienfahrzeuge, die sich an den Auftragsarbeiten orientieren.

## Firmensitze & Fertigungsstätten
Zunächst begann man in den Hallen von Orange County Ironworks mit der Produktion, wo sämtliche Metall- und Blecharbeiten ausgeführt werden konnten. Später errichtete man auf dem Firmengelände ein eigenes Gebäude, das im Laufe der Jahre mehrmals erweitert wurde. Schließlich baute man in Montgomery einen eigenständigen Komplex, der eine in etwa doppelt so große Kapazität bot. Es folgte die Eröffnung eines Ladenlokals für den Verkauf der Serienbikes.
Im April 2008 eröffnete das Unternehmen eine neue Firmenzentrale in der Nähe von Newburgh, NY. Produktionsstätten und Verkaufsräume sollten zusammengelegt werden, so dass Besucher den Mitarbeitern bei der Herstellung der Motorräder zusehen können. Die Baukosten betrugen etwa 16 Millionen US-Dollar.
OCC besaß das Grundstück bis 2011, übergab das Gebäude jedoch an seinen Kreditgeber, GE Commercial Finance Business Corp., um eine Zwangsvollstreckung zu vermeiden. Es wurden  weiterhin rund zwei Drittel der Liegenschaft verpachtet. Im März 2016 verkaufte GE Commercial Finance die Immobilie dann an BRE East Mixed Asset Owner LLC aus Dallas. Ende 2020 traf OCC die Entscheidung den Standort in Newburgh zu schließen und  in Pinellas Park, Florida, neben Bert’s Barracuda Harley-Davidson zu bauen. Der neue Standort trägt den Namen OCC Road House & Museum. Es beinhaltet einen Fanshop, ein OCC-Museum mit Themenbikes, ein Restaurant, einen Billardsaal und einen Konzertpavillon. Das Gebäude wurde Ende Juni 2021 eröffnet.

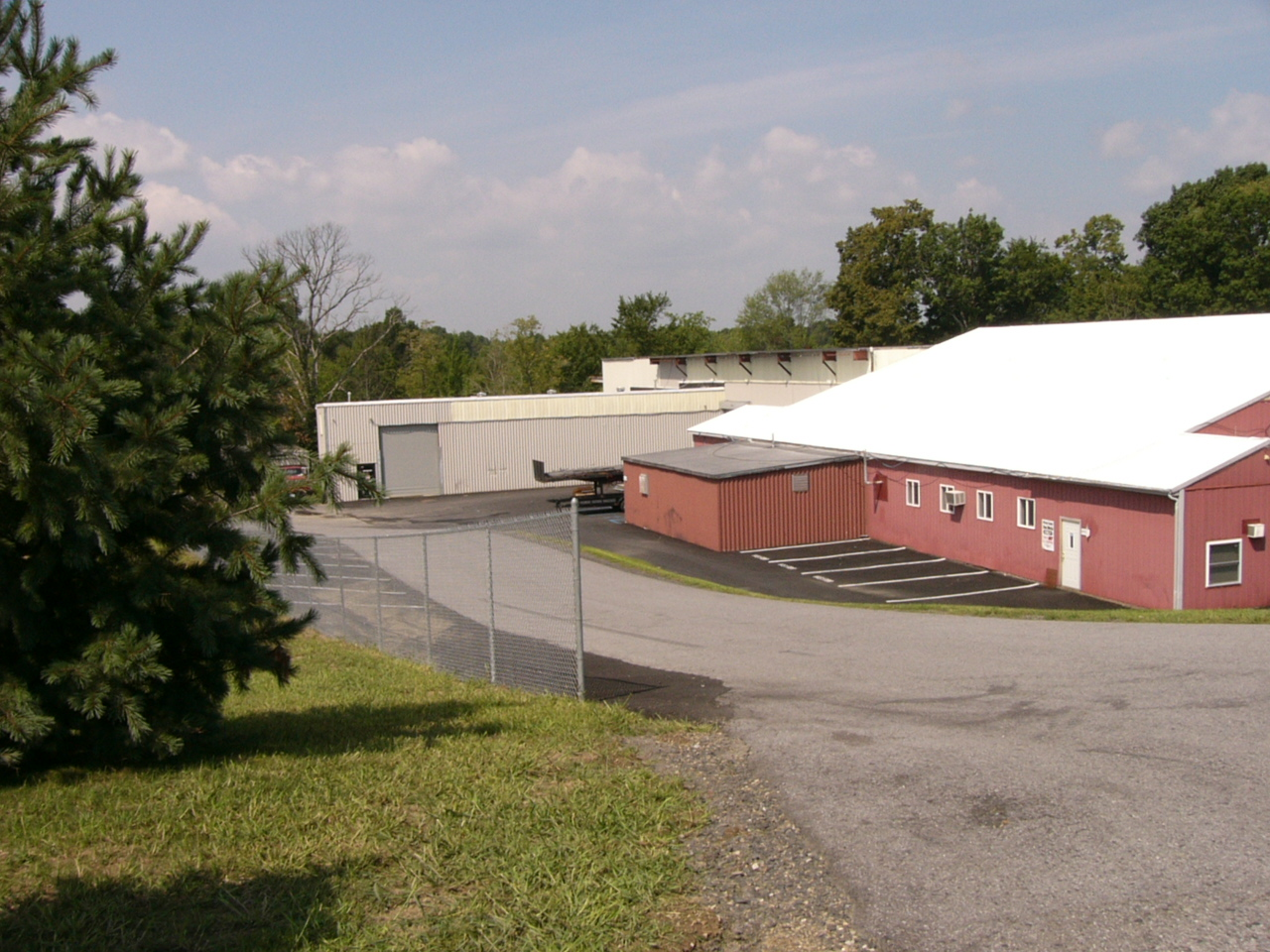
Gelände von Orange County Ironworks und erster Firmensitz von OCC 41° 31′ 53″ N, 74° 8′ 6″ W
Alter Firmensitz der OCC in Montgomery, im Jahr 2008 verkauft 41° 31′ 38″ N, 74° 13′ 40″ W
Altes Ladengeschäft der OCC, Montgomery Plaza, im Jahr 2008 geschlossen 41° 31′ 30″ N, 74° 11′ 56″ W
Firmenzentrale der OCC seit dem Jahr 2008 41° 30′ 20″ N, 74° 4′ 41″ W

## Inhaber und Mitarbeiter

### Paul Teutul Sr.

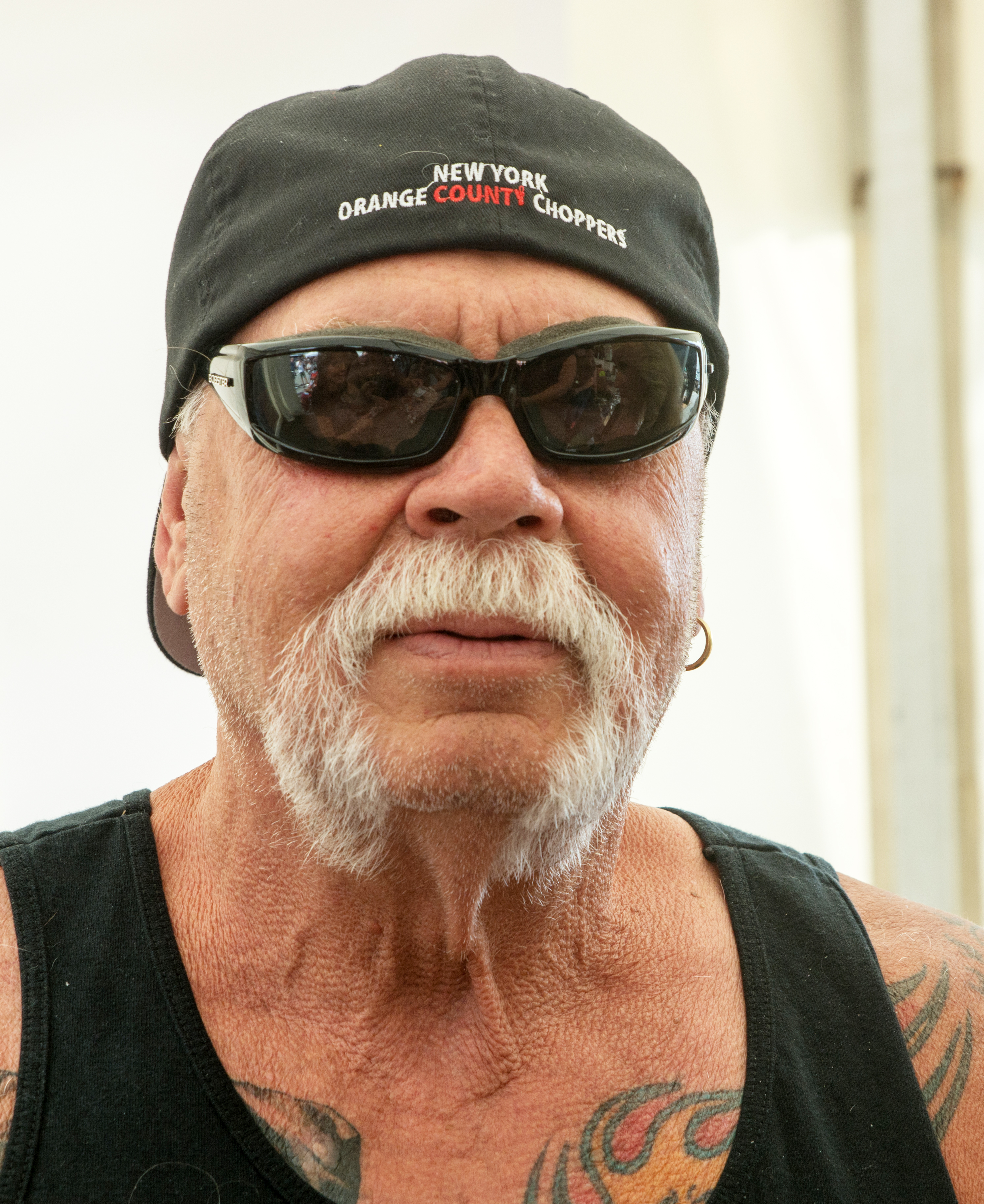
Paul Teutul Sr. in Hamburg 2016

Paul John Teutul (* 1. Mai 1949) (Spitzname: (The) Senior) ist Gründer von OCC und darüber hinaus des Stahlbauunternehmens Orange County Ironworks. Nachdem er in den ersten Jahren aktiv an der Fahrzeugherstellung bei OCC beteiligt war, widmet er sich zunehmend der Verwaltung des Unternehmens und arbeitet nur noch gelegentlich selbst an den Motorrädern. Optische Markenzeichen sind sein Schnauzbart und seine Tätowierungen auf den Oberarmen.

### Michael Teutul

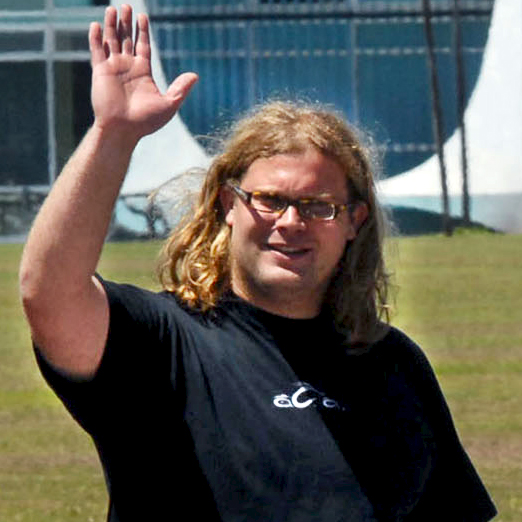
Michael „Mikey“ Teutul

Michael Joseph Teutul (* 26. November 1978) (Spitzname: Mikey) ist der jüngste Sohn von Paul Teutul Sr. Er ist bei OCC als Assistent beschäftigt, außerdem unterstützt er den Webmaster der OCC-Homepage. In der Fernsehserie wird er als „Spaßvogel“ innerhalb von OCC dargestellt, der mit kuriosen Einfällen oder Wettbewerben unter den Mitarbeitern auf sich aufmerksam macht. Außerdem ist er bei Promotion-Veranstaltungen der Firma aktiv. Seine Fähigkeiten als Mechaniker stehen hinter denen des sonstigen Personals zurück. Dennoch hat er mit dem „Blues Bike“ einen eigenen Chopper entworfen. Er ist auch in der neuen Staffel, die 2018 wieder auf dem Discovery Channel gestartet ist zu sehen.

### Jason Pohl
Jason Gabriel Pohl (* 1. Juli 1981) arbeitet als Designer. Nachdem er anfangs hauptsächlich für das Design einzelner Teile wie Räder oder Tanks zuständig war, wuchs mit den Jahren sein Aufgabenbereich. Er ist zunehmend für das komplette Design der OCC-Motorräder zuständig.

### Weitere namentlich bekannte Mitarbeiter
- Michael „Mike“ Ammirati (* 25. Dezember 1958), Shop Supervisor, Mechaniker
- Ralph Estrada Jr. (* 21. August 1978), Lackierer
- Nick Hansford (* 16. Mai 1978), Mechaniker
- Christian Welter (* 9. September 1978), Mechaniker
- Steve Moreau (* 15. Mai 1970), Geschäftsführer
- Jim Quinn (* 12. Juni 1966), Ingenieur
- Ron Salsbury (* 11. Juni 1972), Produktionsleiter
- Earle Herman Smith III (* 26. April 1975), Lagerist
- Ty Kropp (* 31. August 1987), Maschinenführer
- Mike Burkhouse (* 20. August 1960), Verkäufer
- Jody Flannery (* 17. August 1969), Logistik
- John Sohigian (* 1. August 1960), Vermarktung
- Eric England (* 6. August 1975), Webmaster
- Kate Cleary, Buchhalterin
- Michele Kaplan, Öffentlichkeitsarbeit
- Walter Kozlowski (* 3. November 1953), Controller
- Willy Eckert (* 3. Februar 1983), Mechaniker
- John Randazzo

- Jeff Clegg (gewann das OCC FANtasy Bike „Corporal Punishment“)

### Ehemalige Mitarbeiter

#### Paul Teutul Jr.
Paul Michael Teutul (* 2. Oktober 1974) (Spitzname: Paulie) ist ehemaliger Gesellschafter von OCC.
Nach dem High-School-Abschluss wechselte Teutul Jr. direkt in das Unternehmen seines Vaters, wo er zunächst Leiter der Verkaufsabteilung wurde. Er leitete Entwurf und Fertigung fast aller Themenbikes, die in American Chopper begleitet wurden. Anfang des Jahres 2009 geriet er mit seinem Vater in einen heftigen Streit über seine Arbeitsmoral. Seitdem arbeitete Teutul Jr. nicht mehr aktiv an den Motorrädern und war kurz als Berater für größere Projekte der Firma tätig.
Mittlerweile hat er OCC, wie auch sein Bruder Michael, komplett verlassen und mit ihm unter dem Namen Paul Jr. Designs ein eigenes Unternehmen gegründet. In der ersten Folge der 7. Staffel von „American Chopper“ wurde bekannt, dass Teutul Jr. nun auch Motorräder baut. Die dafür erworbene Gewerbeimmobilie ist nicht weit von der alten OCC-Werkstatt entfernt. Teutul Jr. konnte mit Vincent DiMartino, Joseph Puliafico und Cody Connelly drei ehemalige OCC-Mitarbeiter für das neue Projekt anwerben.

#### Rick Petko
Rick Petko (* 11. September 1968) arbeitete als Mechaniker bei OCC. Er ist seit der ersten Staffel American Chopper und war beim Bau der Motorräder zu sehen. Er ist insbesondere für die Herstellung von Tanks zuständig gewesen und geht nun seinem eigenen Geschäft nach.

#### Vincent DiMartino
Vincent „Vinnie“ DiMartino (* 9. Oktober 1972) war OCC-Mechaniker und jahrelang Paul Teutul Jr.'s Partner bei der Herstellung der Themenbikes. Er verließ das Unternehmen Ende August 2007 zusammen mit Cody Connelly und gründete mit ihm ein eigenes Custombike-Unternehmen namens V-Force Customs. 2010 begann er seine Tätigkeit bei Paul Jr. Designs.

#### Weitere ehemalige Mitarbeiter
- Cody Connelly (* 30. August 1987), Mechaniker, davor Auszubildender, mittlerweile bei Paul Jr. Designs
- Mike Campo, Mechaniker (bis 2005)
- Keith Quill, Geschäftsführer
- Craig Chapman, Mechaniker
- Whitney McGuire, Merchandising (ehemalige Freundin von Paul Teutul Jr.)
- Lee Stamper
- Joseph S. Puliafico, Geschäftsführer des OCC-Shops, mittlerweile bei Paul Jr. Designs
- Sven Bastubbe (* 14. November 1972), Auslieferung und Überführung, mittlerweile auch bei „Paul Jr. Designs“

## FernsehserieAmerican Chopper
International bekannt wurde das Unternehmen durch die Fernsehserie American Chopper, die von 2002 bis Anfang 2010 auf dem Discovery Channel bzw. dem Sender TLC ausgestrahlt wurde. In Deutschland wird eine mit Off-Sprechern unterlegte Fassung von DMAX ausgestrahlt.
Anfang April 2010 gab TLC bekannt, dass eine 7. Staffel namens American Chopper: Senior vs. Junior produziert wird. Die Staffel wird seit 1. November 2010 von DMAX ausgestrahlt.
Ein Merkmal der Serie sind die zahlreichen und teils heftigen Auseinandersetzungen zwischen Paul Teutul Sr. und Paul Teutul Jr. Häufige Auslöser sind Paul Seniors Kritik an der Arbeitseinstellung von Paul Jr., neuen Designvarianten oder den Arbeitsabläufen. Paul Seniors spezielles Interesse gilt Old-School-Bikes, wohingegen Paul Jr. diesem Stil eher kritisch gegenübersteht und moderne, extravagante Entwürfe schätzt.

## Auswahl der Themenbikes

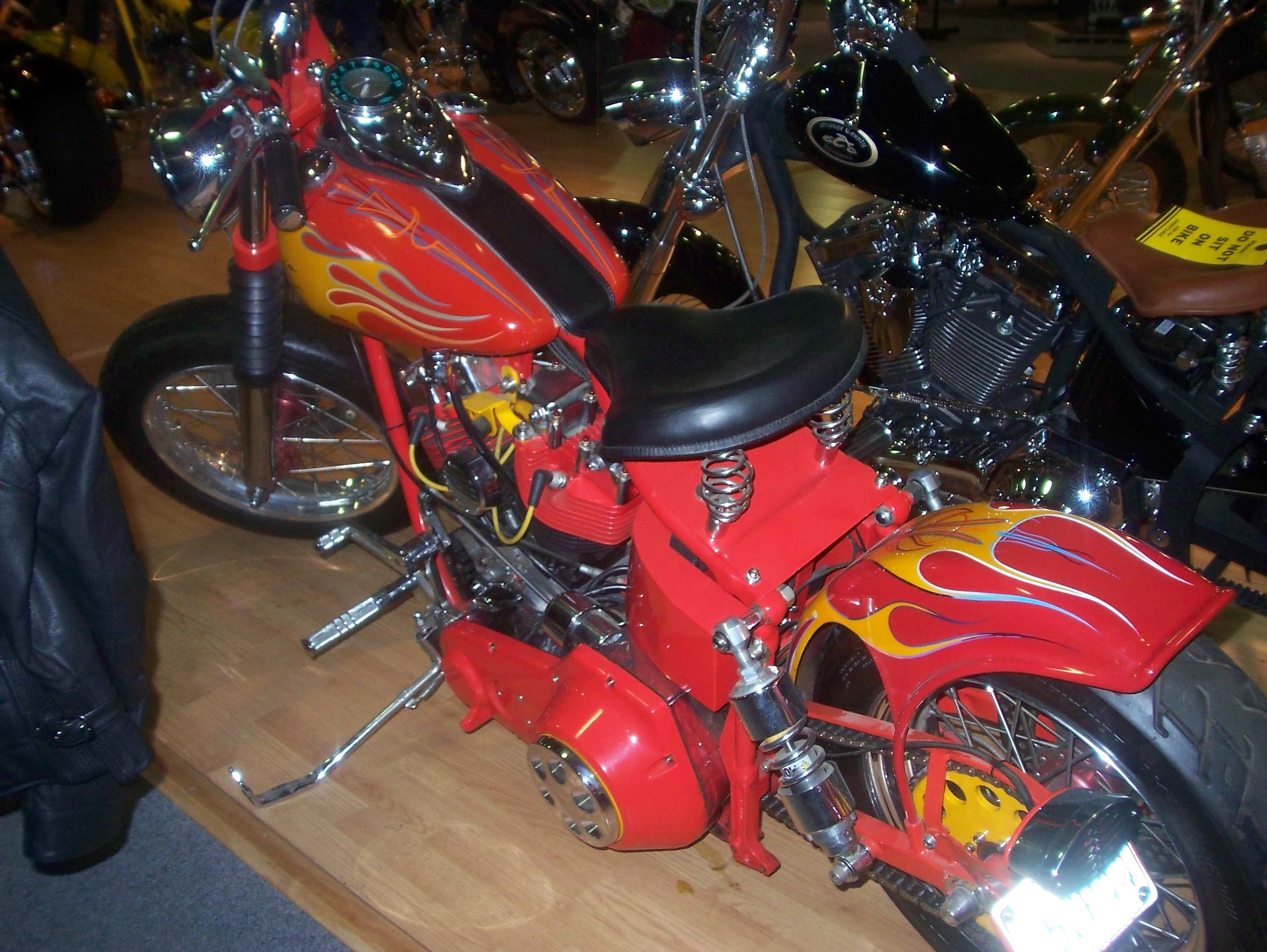
Sun Bike
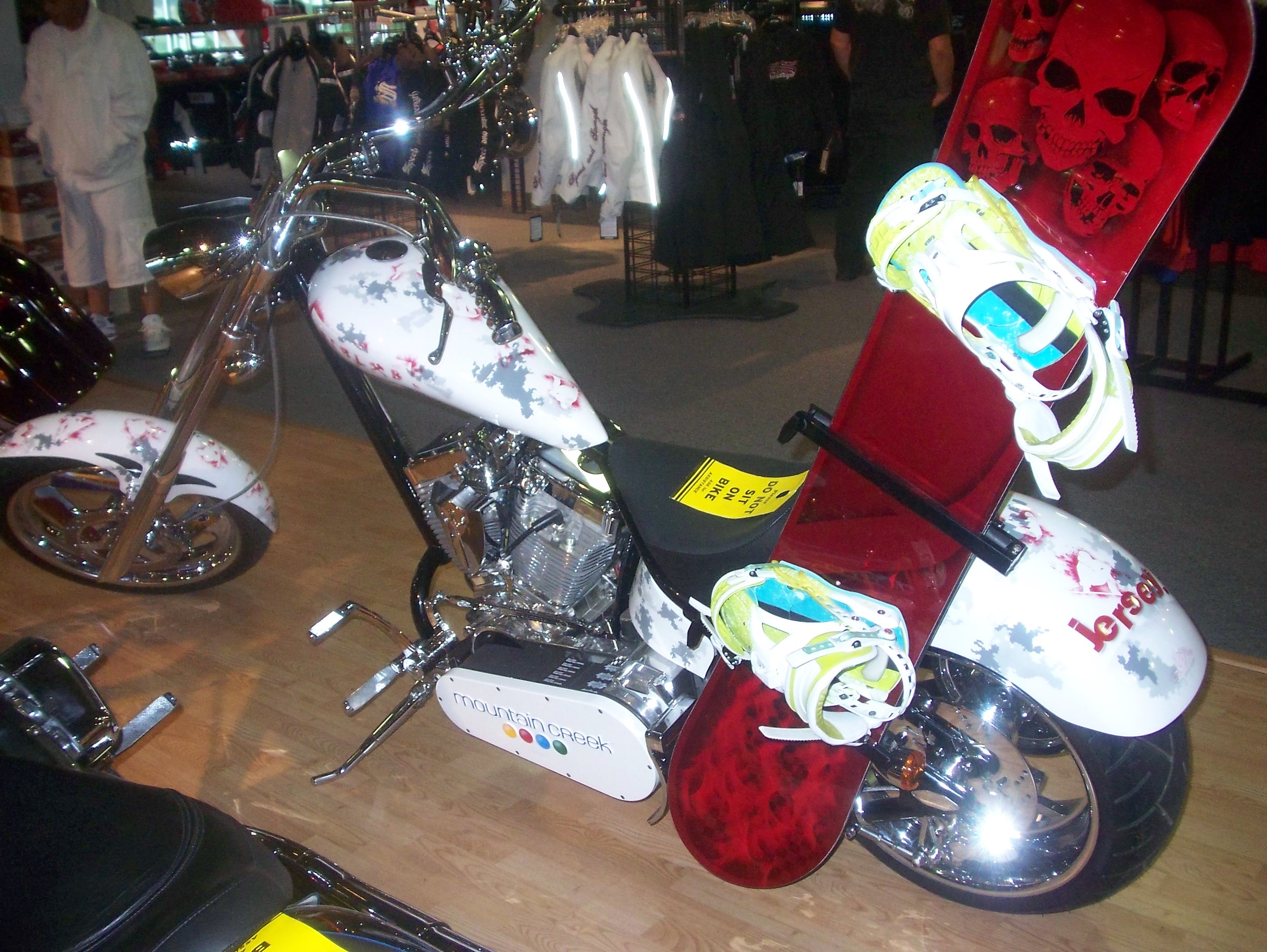
Mountain Creek Bike
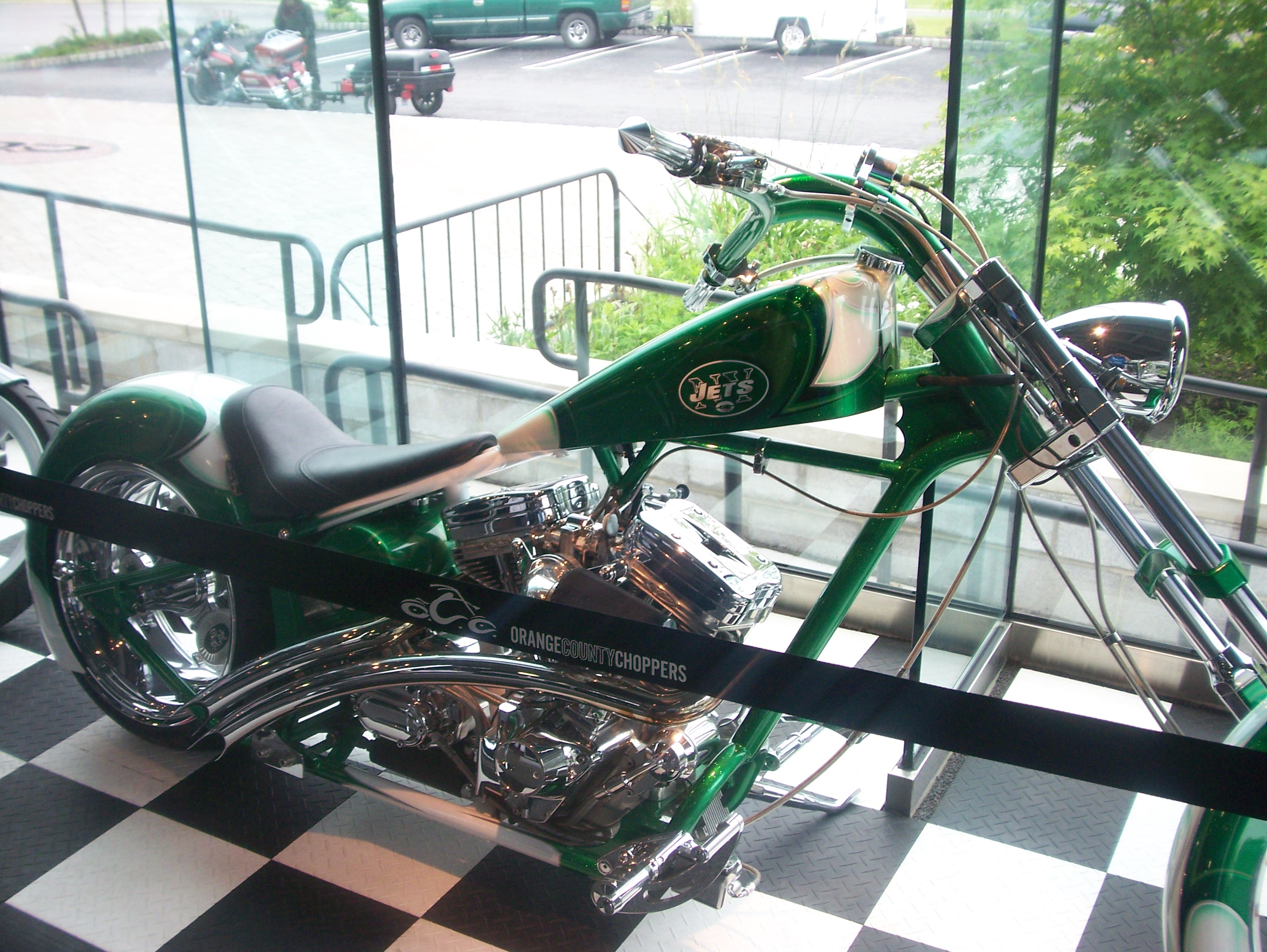
NY Jets Bike
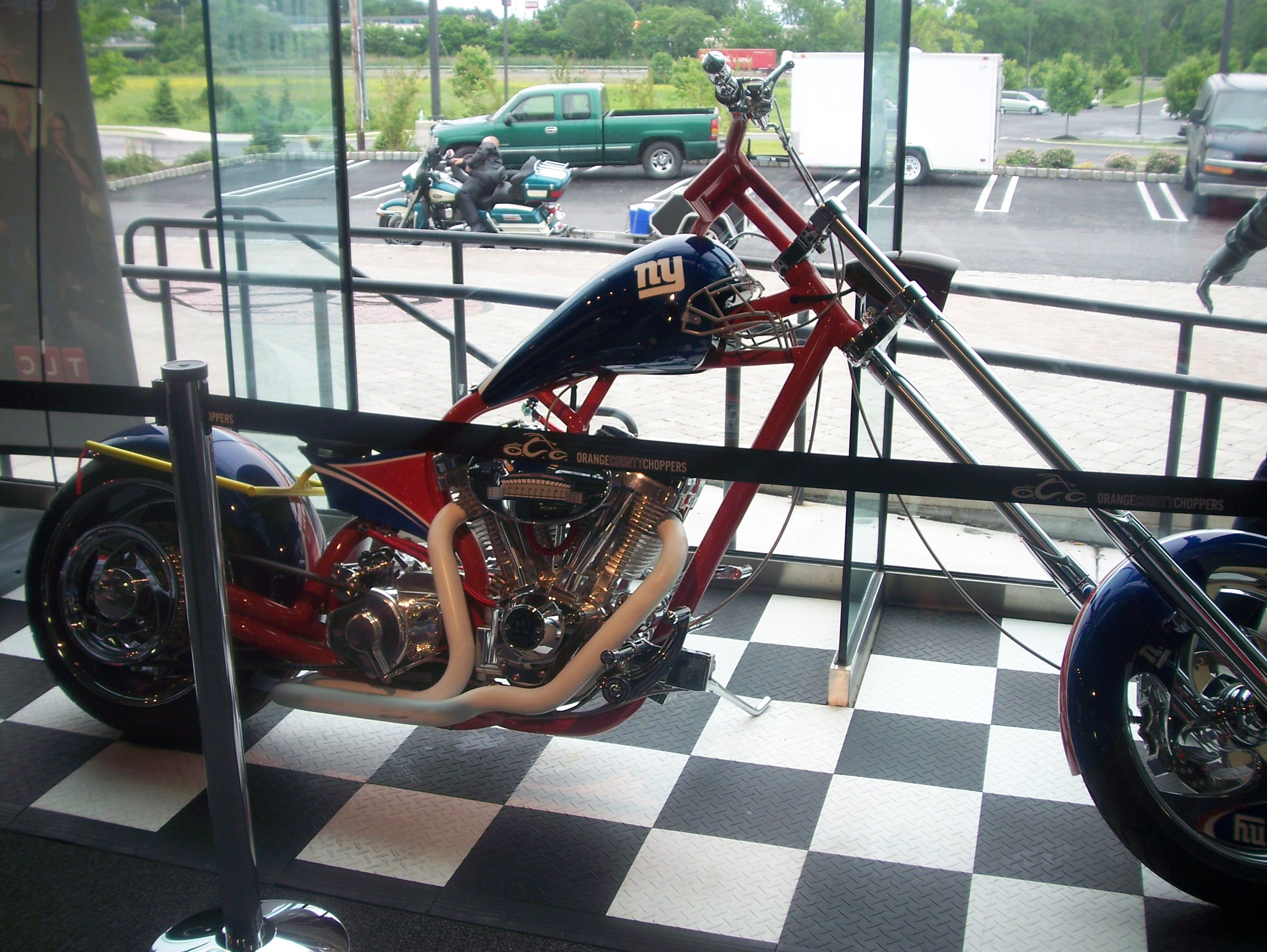
NY Giants Bike
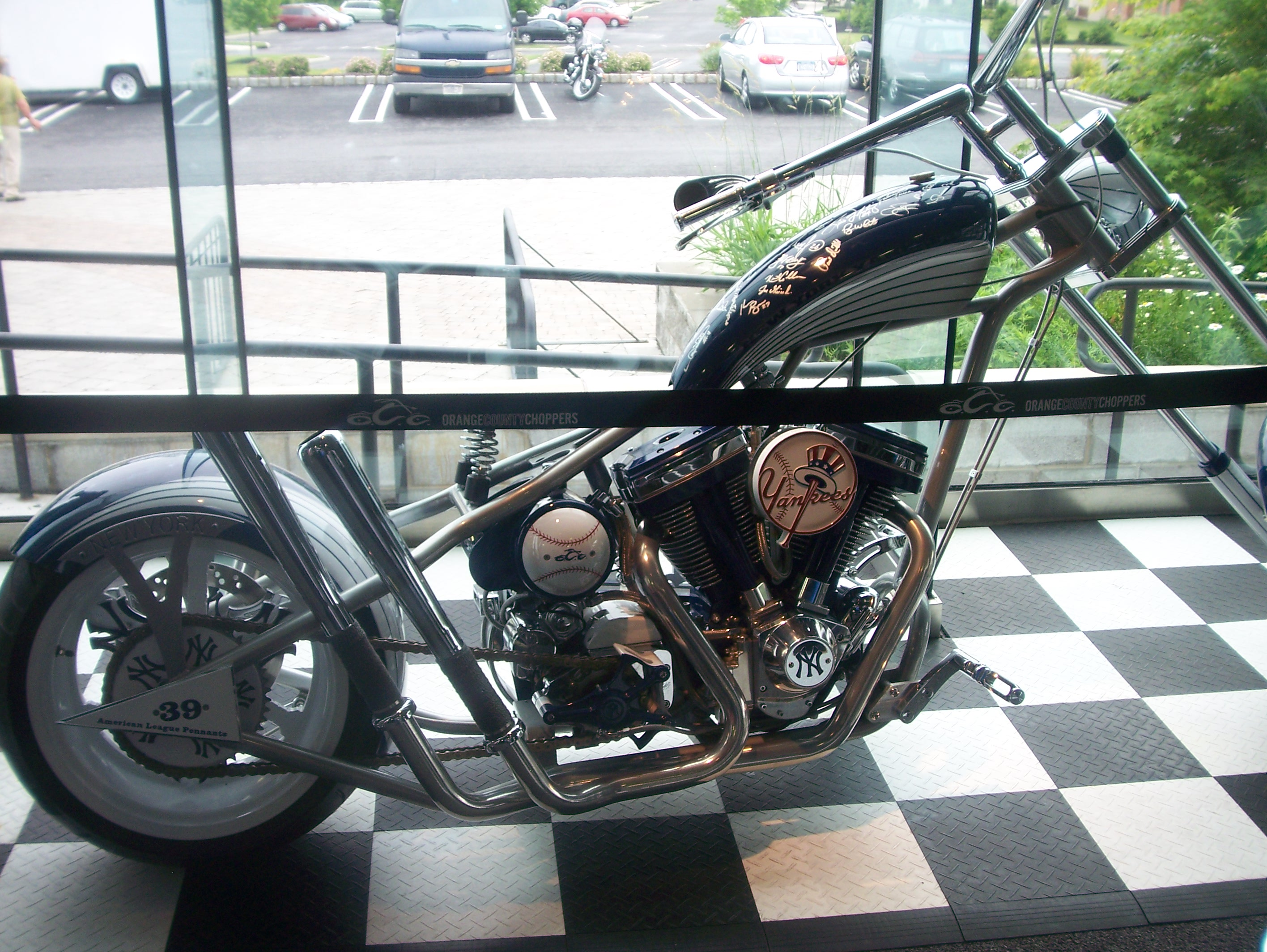
Yankee Bike
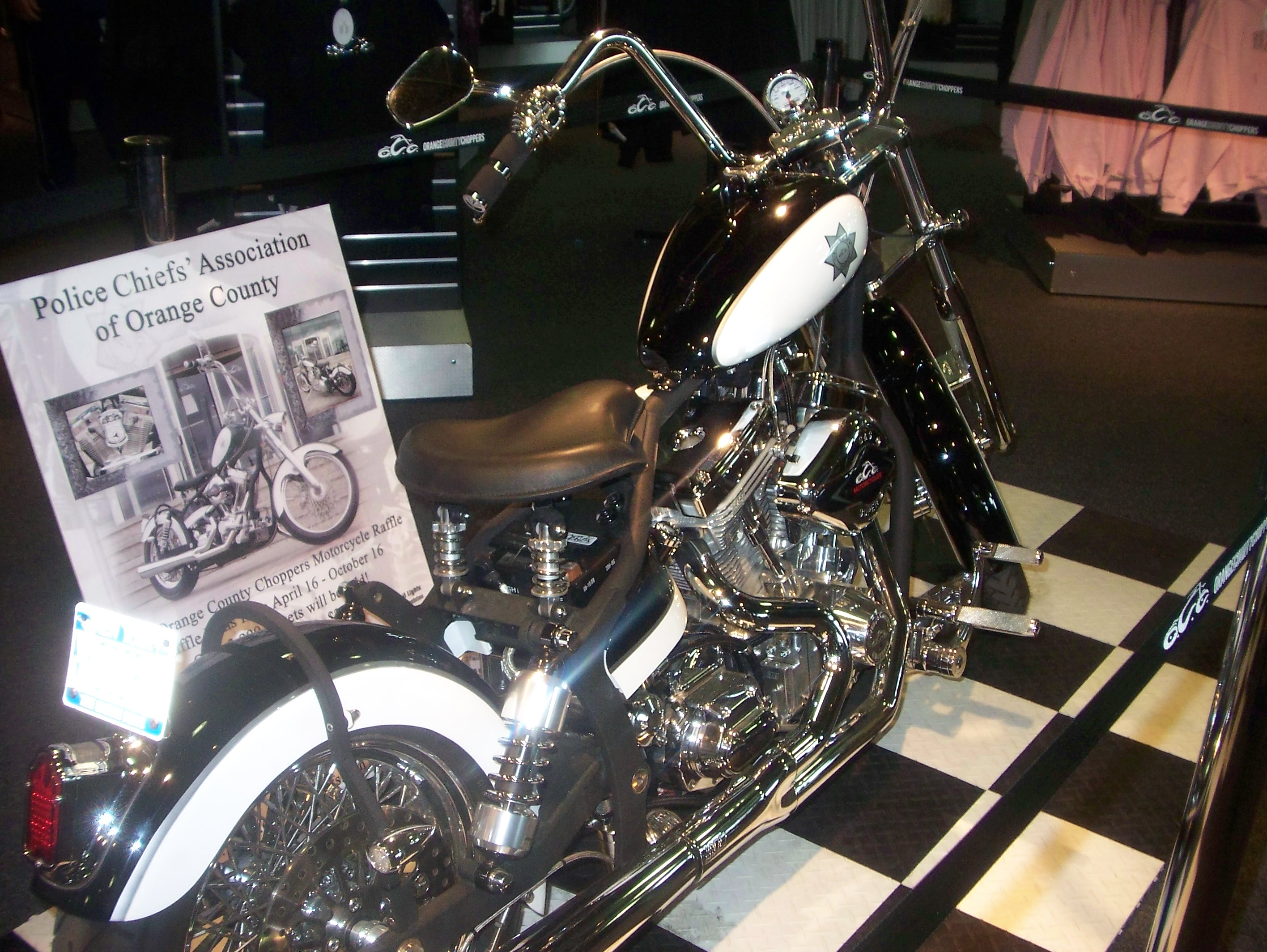
NY Chiefs Bike
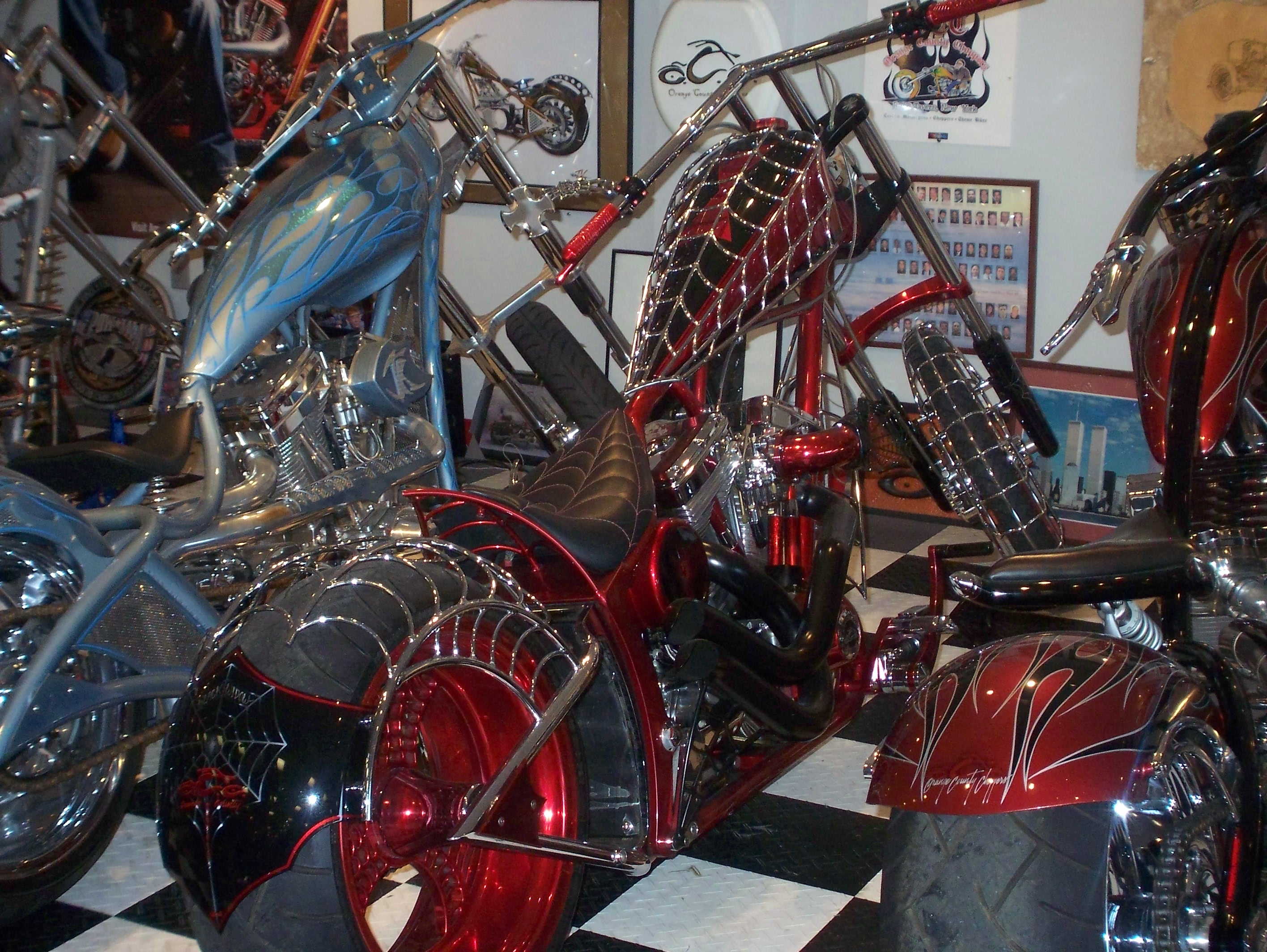
Black Widow Bike
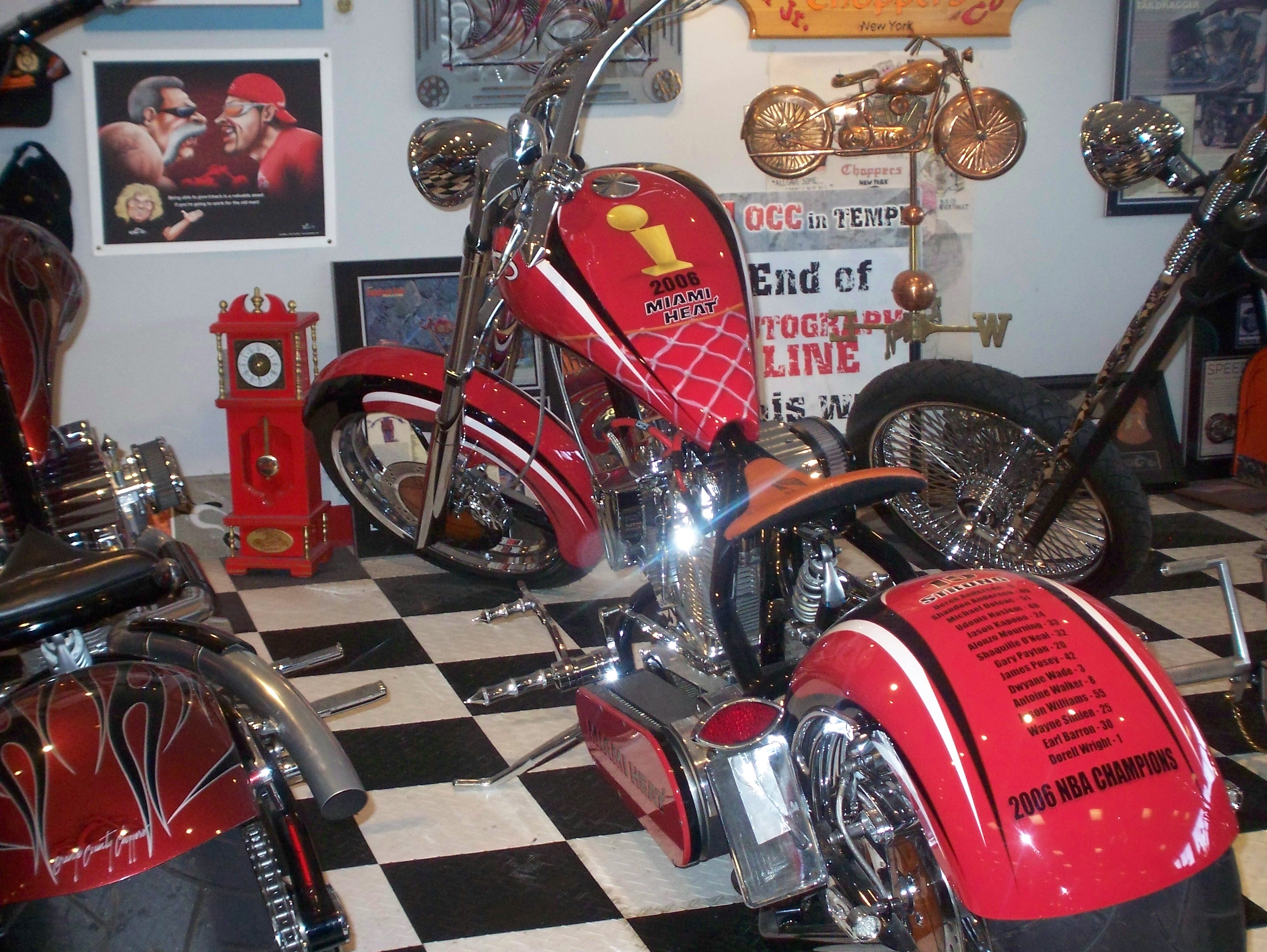
Miami Heat Bike
Jet Bike
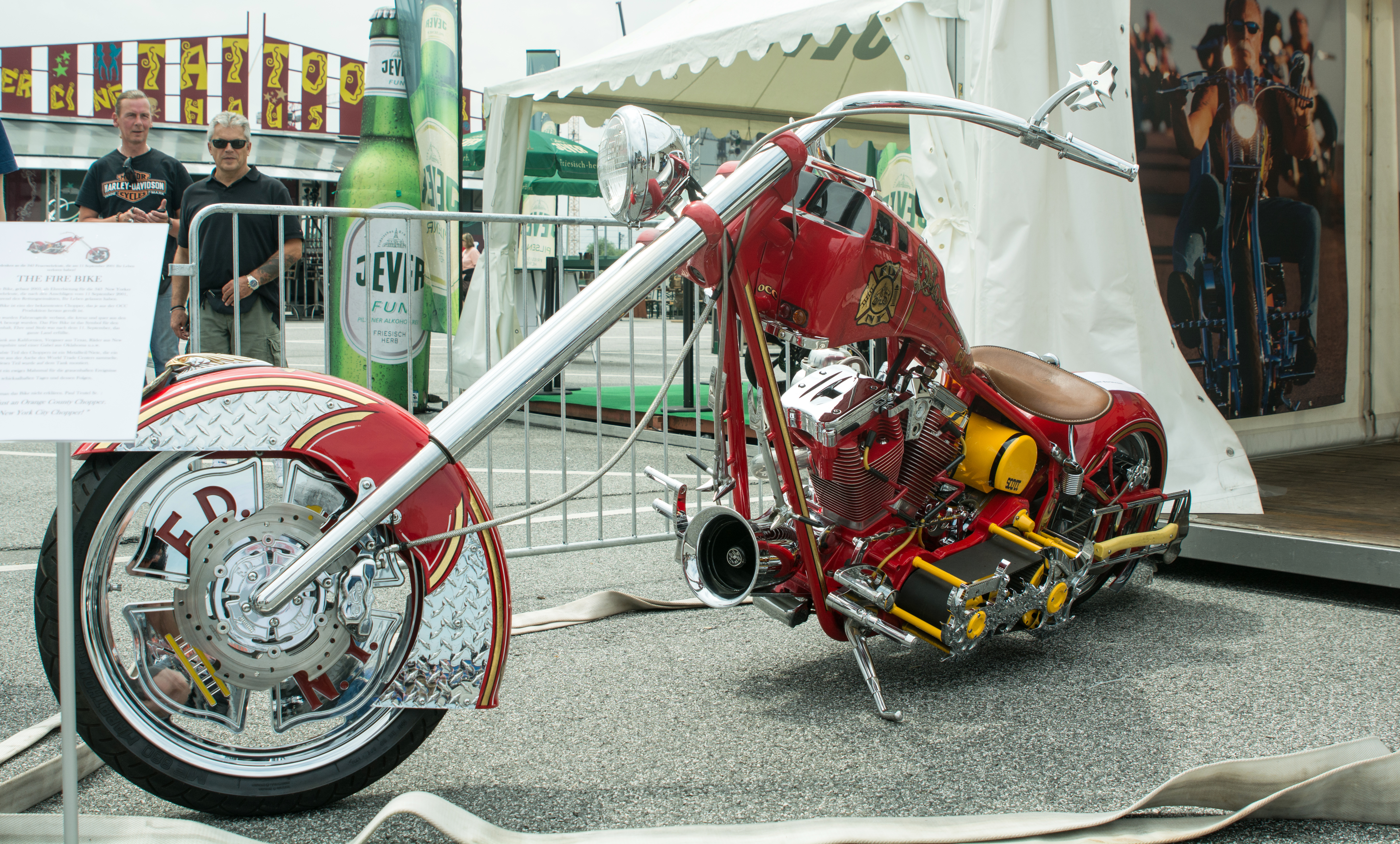
Fire Bike
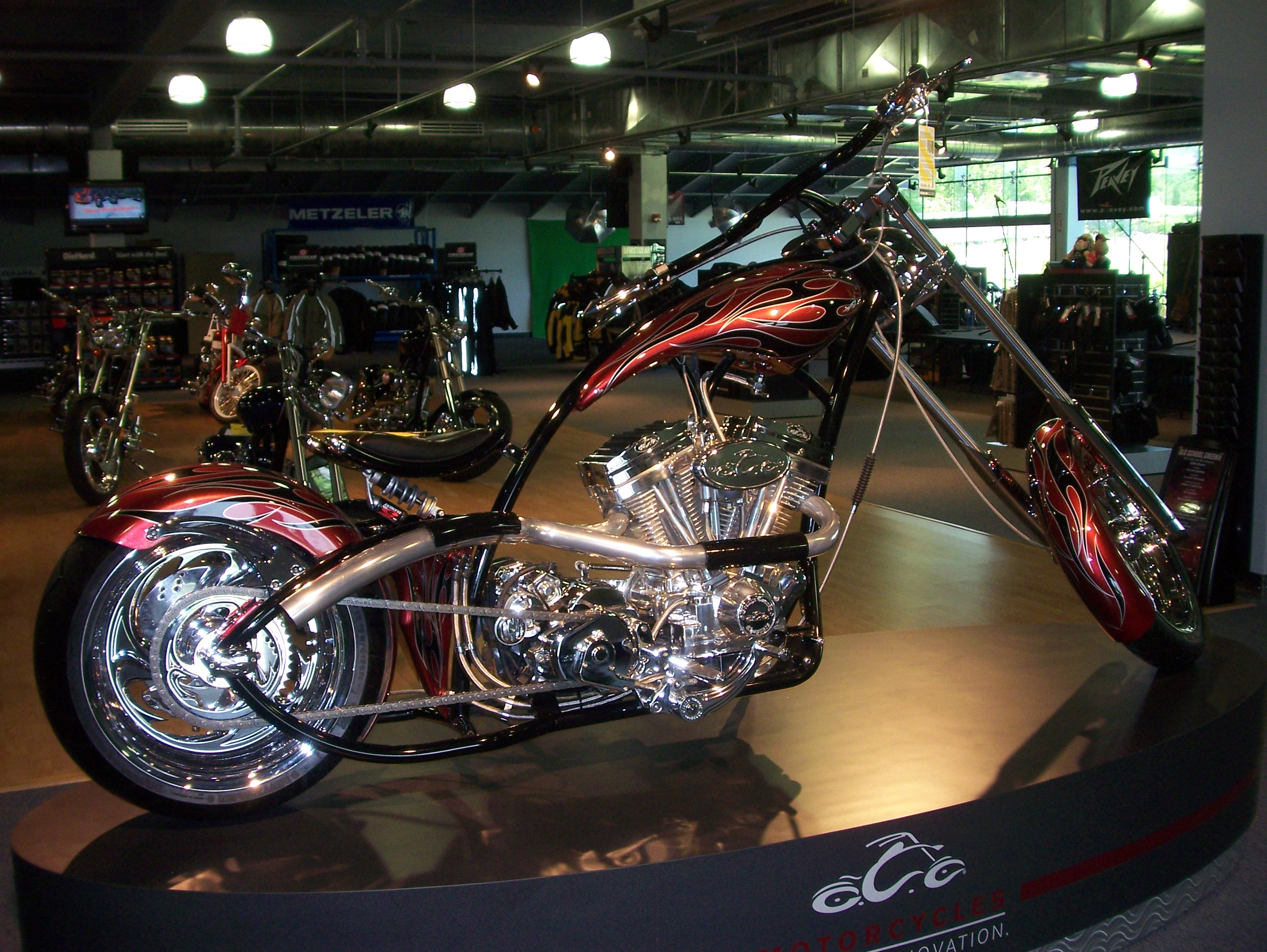
Serien-Bike
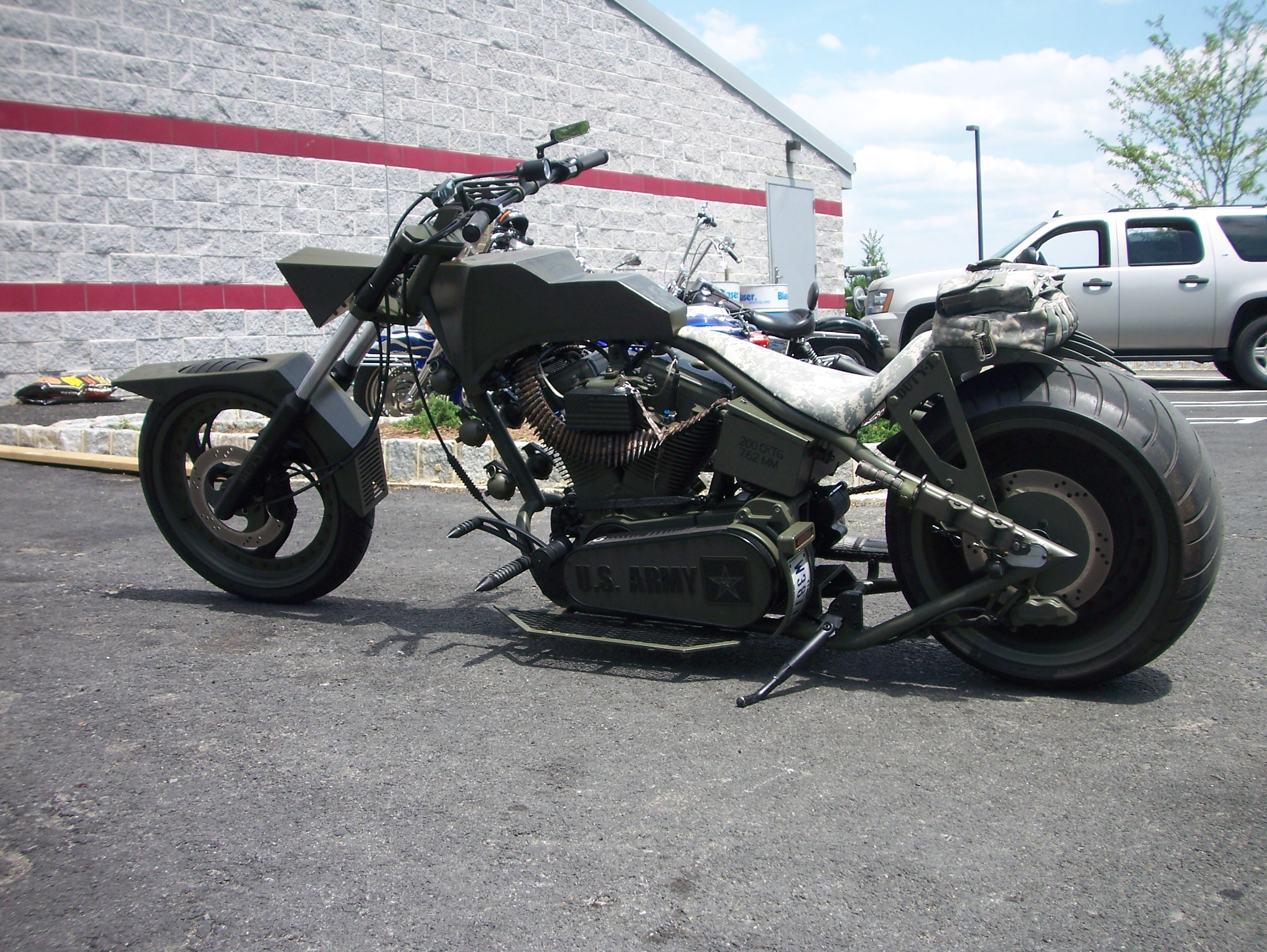
U.S. Army Bike
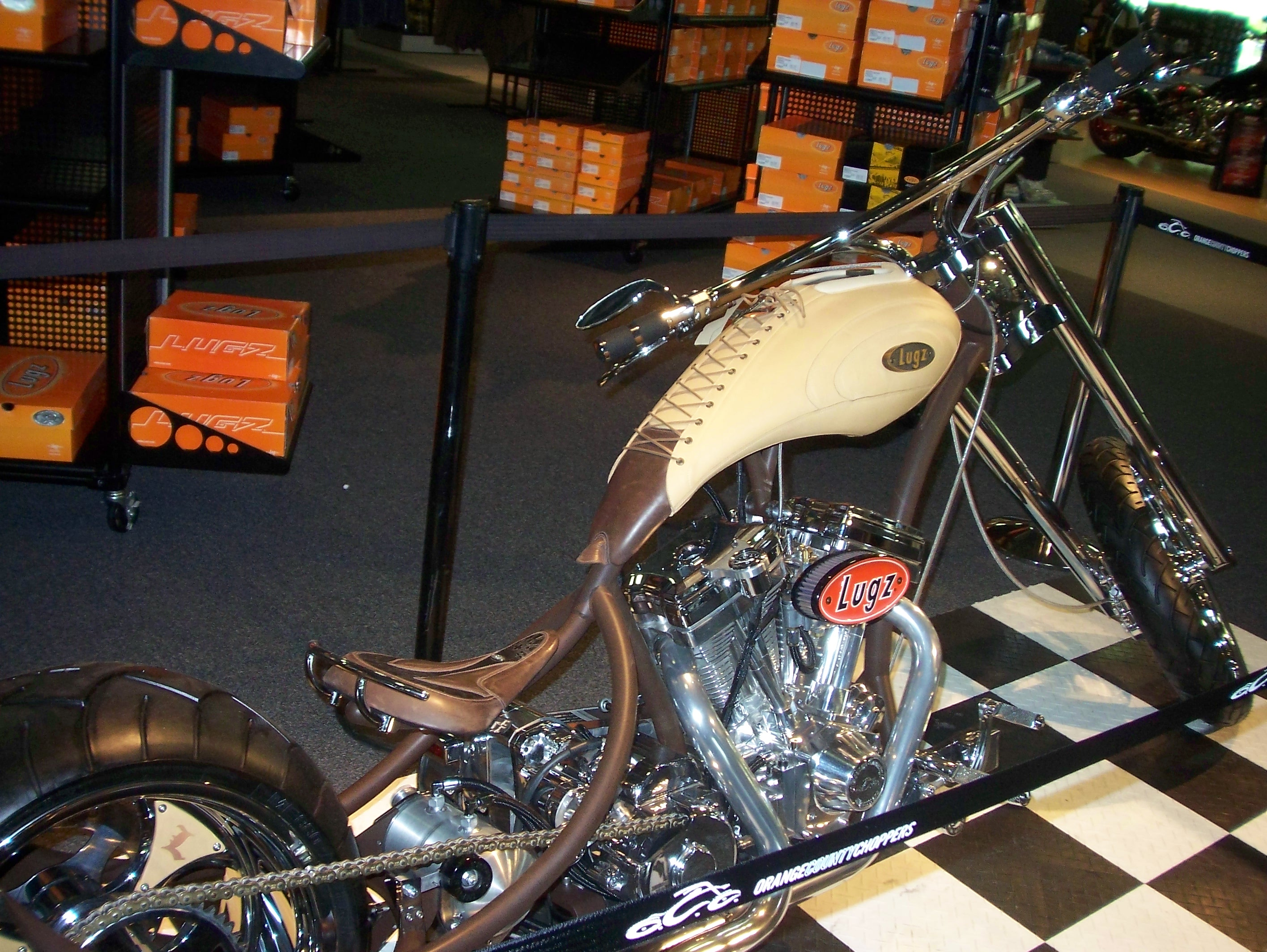
Lugz Bike
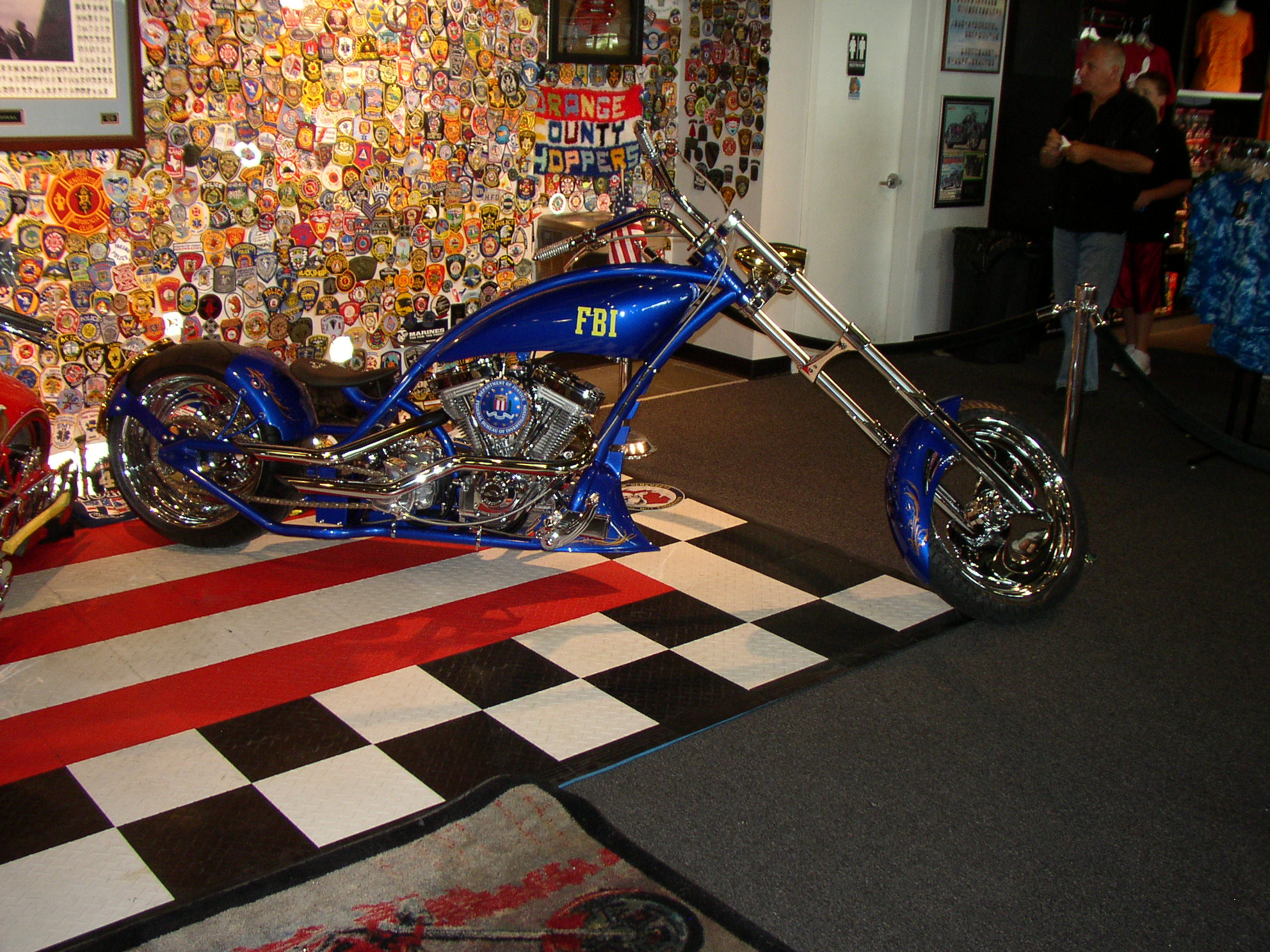
FBI Bike
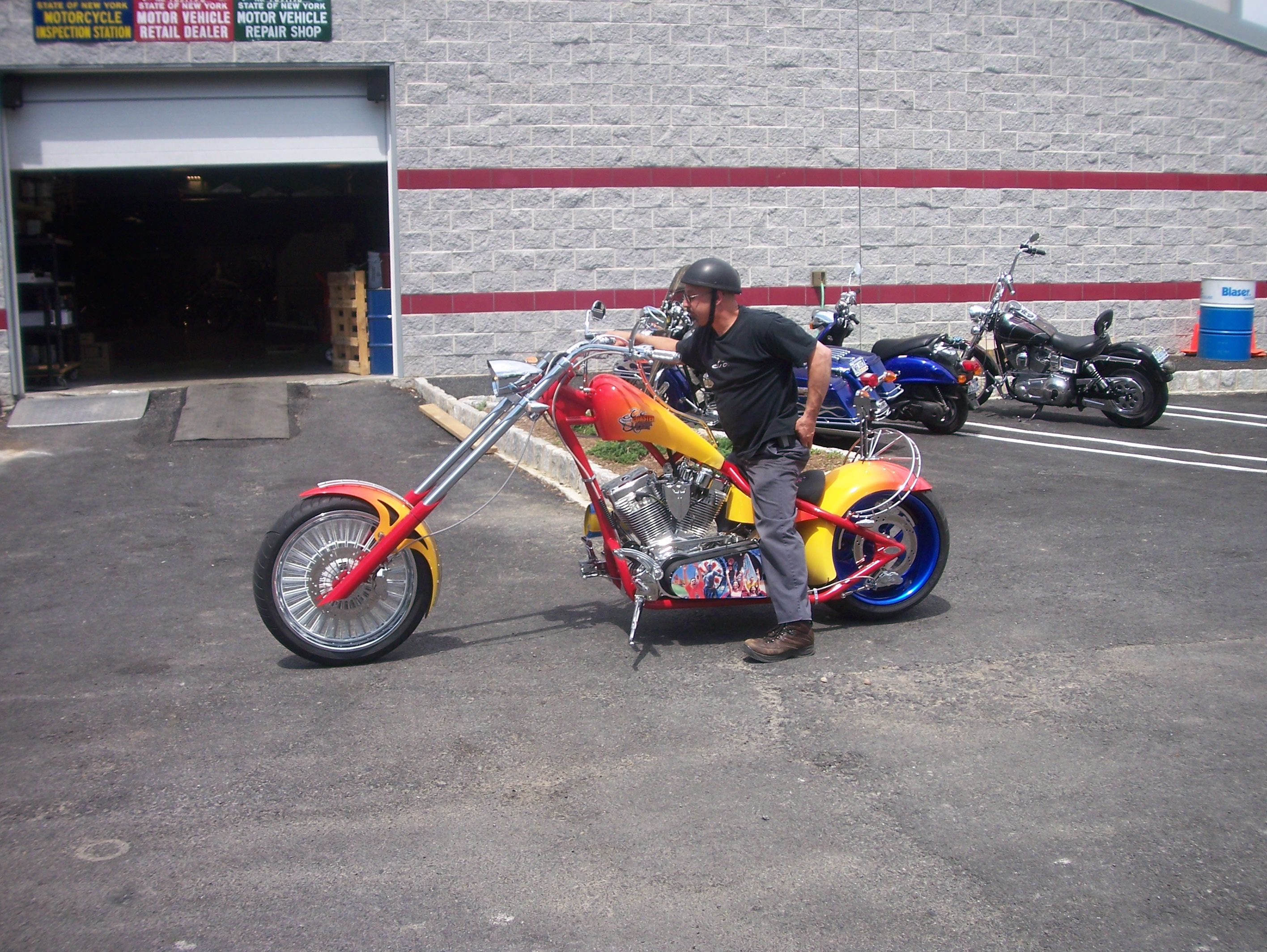
Darien Lake Bike mit Michael Ammirati
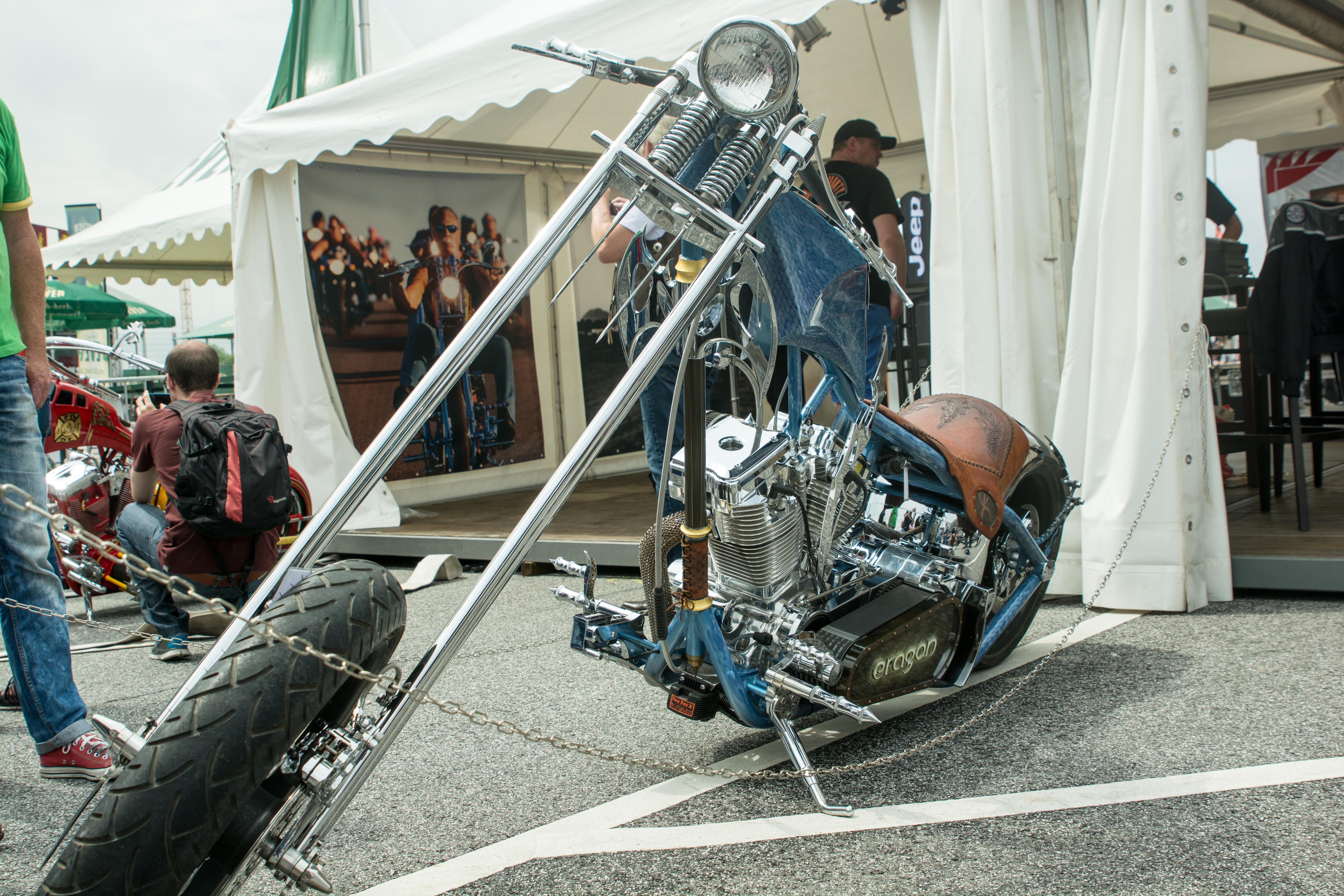
Eragon Chopper

## Motorradmodelle zur Serie
- Maßstab 1:10:

Jet Bike, Black Widow, Firebike, Old School Chopper, Commanche, Old School Chopper (Cody Projekt), Mikey's Bike,
Tool Bike, Santa Claus Bike, POW/MIA Bike, Miller Electric, Dixie Chopper, Caterpillar Bike, LUCY’S Bike, Napa Bike, The Reel Deal Chopper
- Maßstab 1:6:

Jet Bike, Firebike

## Trivia
Im Musikvideo Rockstar der kanadischen Band Nickelback sind Paul Teutul Sr., Paul Teutul Jr. und Michael Teutul in drei Ausschnitten zu sehen. Zudem sind Paul Teutul Sr. und Jr. mit ihren Motorrädern kurz im Film Born to be Wild – Saumäßig unterwegs zu sehen, unter anderem mit John Travolta, Tim Allen und Martin Lawrence. Außerdem haben sie in der dritten Staffel der Serie My Name is Earl einen Auftritt. Für diese Serie haben sie auch ein Bike gebaut.
Am 7. August 2020 veröffentlichten die Orange County Choppers gemeinsam mit der südtiroler Deutschrock-Band Frei.Wild unter dem Kooperationsnamen Brüder4Brothers das Album Brotherhood.